# Impeachment no Reino Unido

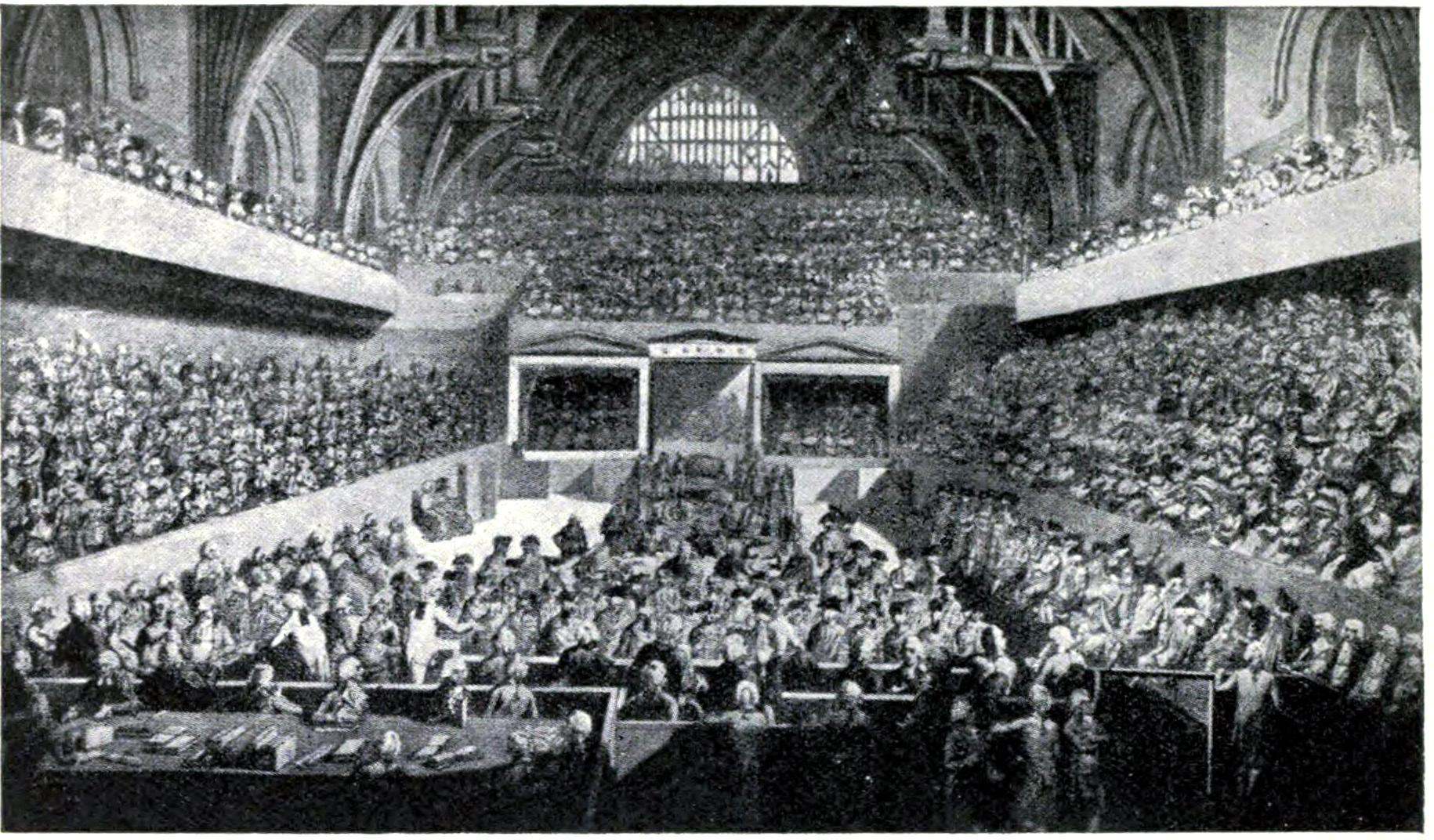
O impeachment de Warren Hastings, 1788

Impeachment é um processo no qual o Parlamento do Reino Unido pode processar e julgar indivíduos, normalmente detentores de cargos públicos, por alta traição ou outros crimes e contravenções. Usado pela primeira vez para julgar William Latimer, 4º Barão Latimer durante o Bom Parlamento Inglês de 1376, foi um mecanismo raro pelo qual o Parlamento foi capaz de prender e depor ministros da Coroa. O último impeachment foi o de Henry Dundas, 1º Visconde Melville em 1806; desde então, outras formas de escrutínio democrático (como a doutrina da responsabilidade coletiva do gabinete e a revogação de parlamentares) foram favorecidas e o processo foi considerado um poder obsoleto — mas ainda existente — do Parlamento.
Isso contrasta com outros países, principalmente os Estados Unidos, onde o impeachment se tornou um meio de julgar detentores de cargos públicos por vários delitos e se tornou um processo comum até os dias atuais.

## Procedimento
O procedimento para impeachment foi descrito na primeira edição de Erskine May assim: qualquer membro da Câmara dos Comuns com provas dos crimes de um indivíduo poderia acusá-lo do crime e mover para seu impeachment. Se a Câmara dos Comuns votasse para impeachment, o proponente seria ordenado a ir ao Advogado da Câmara dos Lordes para acusar "em nome da Câmara dos Comuns, e de todos os comuns do Reino Unido" e "para informá-los de que esta casa irá, no devido tempo, exibir artigos específicos contra ele e fazer o mesmo."
Na prática, a Câmara dos Comuns normalmente selecionaria um comitê para elaborar as acusações e criar um "Artigo de Impeachment" para cada uma. Uma vez que o comitê tenha entregue os artigos aos Lordes, as respostas vão entre o acusado e a Câmara dos Comuns por meio dos Lordes. Se a Câmara dos Comuns tiver acusado um par, os Lordes assumem a custódia do acusado; caso contrário, o Bastão Negro assume a custódia. O acusado permanece sob custódia, a menos que a Câmara dos Lordes permita fiança. A Câmara dos Lordes define uma data para o julgamento enquanto a Câmara dos Comuns nomeia gerentes, que atuam como promotores no julgamento. O acusado pode se defender por advogado.
A Câmara dos Lordes ouve o caso. O procedimento costumava ser que o Lord Chancellor presidia (ou o Lord High Steward se o réu fosse um par); mas isso era quando o Lord Chancellor era tanto o presidente dos Lordes quanto o chefe do judiciário da Inglaterra e do País de Gales. Como essas duas funções foram removidas desse cargo pela Lei de Reforma Constitucional de 2005, que criou o Lord Speaker da Câmara dos Lordes para presidir os Lordes e fez do Lord Chief Justice chefe do judiciário, não é certo quem presidiria um julgamento de impeachment nos dias de hoje. Se o parlamento não estiver em sessão, o julgamento é conduzido por um "Tribunal do Lord High Steward" em vez da Câmara dos Lordes (mesmo que o réu não seja um par). As diferenças entre este tribunal e a Câmara dos Lordes são que na Câmara todos os pares são juízes de direito e de fato, enquanto no Tribunal o Lord High Steward é o único juiz de direito e os pares decidem apenas os fatos; e os bispos não têm o direito de se sentar e votar no Tribunal. Tradicionalmente, os pares usariam suas vestes parlamentares durante as audiências.
A audiência se assemelha a um julgamento comum: ambos os lados podem chamar testemunhas e apresentar evidências. No final da audiência, os lordes votam no veredito, que é decidido por maioria simples, uma acusação de cada vez. Ao ser chamado, um par deve se levantar e declarar "culpado, por minha honra" ou "inocente, por minha honra". Após a votação de todos os artigos, e se os Lordes considerarem o réu culpado, os Comuns podem mover para julgamento; os Lordes não podem declarar a punição até que os Comuns o tenham movido. Os Lordes podem então decidir qualquer punição que considerem adequada, dentro da lei. Um perdão real não pode isentar o réu do julgamento, mas um perdão pode indultar um réu condenado. No entanto, um perdão não pode anular uma decisão de remover o réu do cargo público que ocupa.

## Base legal
O Reino Unido não tem uma constituição codificada, e a base legal para o impeachment parlamentar não deriva da lei estatutária, mas de uma antiga convenção constitucional que remonta a 1376. Como acontece com todas as convenções, no entanto, o escopo do impeachment pode ser e foi modificado pelo Ato do Parlamento.
O Decreto de Estabelecimento de 1701 restringiu o exercício do poder real ao impedir o soberano de usar a prerrogativa real de misericórdia para anular um impeachment: "Que nenhum Perdão sob o Grande Selo da Inglaterra seja passível de Impeachment pelos Comuns no Parlamento."
Embora historicamente os juízes fossem destituídos por impeachment (e constitucionalmente ainda possam ser), o Decreto de Estabelecimento de 1701 previa que um juiz do Tribunal Superior ou do Tribunal de Apelação pode ser destituído por ambas as Casas do Parlamento, mediante petição ao Soberano. Este poder está agora contido na Seção 11(3) da Lei dos Tribunais Superiores de 1981: "Uma pessoa nomeada para um cargo ao qual esta seção se aplica deverá exercer esse cargo durante bom comportamento, sujeita a um poder de destituição por Sua Majestade em um endereço apresentado a Ela por ambas as Casas do Parlamento."

## História

### Instâncias de uso
O Parlamento detém o poder de impeachment desde os tempos medievais. Originalmente, a Câmara dos Lordes sustentou que o impeachment poderia se aplicar apenas a membros do pariato; no entanto, em 1681, os Comuns declararam que tinham o direito de impeachment de qualquer um, e os Lordes respeitaram essa resolução. Os cargos ocupados "durante bom comportamento" são rescindíveis pelo mandado de quo warranto (por exemplo, R versus Richardson) ou scire facias, que foi até mesmo empregado por e contra juízes bem posicionados.
Após o reinado de Eduardo IV, o impeachment caiu em desuso, o bill of attainder se tornando a forma preferida de lidar com súditos indesejáveis da Coroa. No entanto, durante o reinado de Jaime I e depois, os impeachments se tornaram mais populares, pois não exigiam o consentimento do soberano, enquanto os bills of attainder exigiam, permitindo assim que o parlamento resistisse às tentativas reais de dominar o parlamento. Em 1715, o ex-tesoureiro Lord Harley foi impedido por alta traição, muito disso relacionado ao seu acordo do Tratado de Utreque e seu suposto apoio ao pretendente jacobita Jaime Francisco Eduardo Stuart. Depois de dois anos na Torre de Londres, ele foi absolvido em 1717.
Os casos mais recentes de impeachment foram de Warren Hastings, governador-geral da Índia entre 1773 e 1786 (impedido em 1788; considerado inocente pelos Lordes em 1795), e Henry Dundas, 1º Visconde Melville, Primeiro Lorde do Almirantado, em 1806 (também absolvido). A última tentativa de impeachment ocorreu em 1848, quando David Urquhart acusou Lord Palmerston de ter assinado um tratado secreto com o Império Russo e de receber dinheiro do Csar. Palmerston sobreviveu a uma votação na Câmara dos Comuns, o que significava que os Lordes não precisavam ouvir o caso.

### Rainha Carolina
A rainha Carolina, consorte do rei Jorge IV, foi julgada pela Câmara dos Comuns e absolvida. O processo começou como um processo de impeachment, mas depois se tornou um procedimento diferente como uma declaração de punições e penalidades.

## Outros poderes parlamentares
Além do poder de impeachment, a Câmara dos Comuns reivindca o direito de disciplinar os infratores, tanto membros quanto não membros, um direito que foi aceito pelos tribunais. John Junor, editor do The Sunday Express, foi advertido em 1957 por um artigo que lançou dúvidas sobre a honra e a integridade dos Membros; ele se desculpou e nenhuma outra ação foi tomada. Em 1968, a Câmara advertiu um de seus próprios membros, Tam Dalyell.

## Propostas de abolição
O procedimento de impeachment não é usado há mais de duzentos anos, e algumas autoridades legais, como as Leis da Inglaterra de Halsbury, consideram que agora é provavelmente obsoleto. Os princípios do "governo responsável" exigem que o primeiro-ministro e outros oficiais executivos respondam ao parlamento, em vez do Soberano. Assim, os Comuns podem remover tais oficiais por meio de moções de censura sem um longo e prolongado impeachment, embora se tais oficiais se recusarem a renunciar em tais casos, ainda não se sabe quais outros dispositivos podem ser usados para removê-los do cargo além do impeachment. No entanto, alguns argumentam que o remédio do impeachment permanece como parte da lei constitucional britânica, e que a legislação seria necessária para aboli-lo. Além disso, o impeachment como um meio de punição por irregularidades, diferente de ser um meio de remover um ministro, continua sendo uma razão válida para aceitar que ele continua disponível, pelo menos em teoria.
O Comitê Seleto sobre Privilégios Parlamentares recomendou em 1967 "que o direito de impeachment, que há muito tempo está em desuso, seja agora formalmente abandonado". Sua recomendação não tendo sido implementada nesse ínterim, o Comitê Seleto sobre Privilégios em 1977 declarou que ela "era de validade contínua" e novamente instou que a recomendação de abolição fosse adotada.
O Comitê Conjunto sobre Privilégios Parlamentares, em 1999, observou as recomendações anteriores para abandonar formalmente o poder de impeachment e declarou que "As circunstâncias em que o impeachment ocorreu são agora tão remotas do presente que o procedimento pode ser considerado obsoleto".

## Instâncias potenciais na política moderna
Em abril de 1977, a conferência anual dos Jovens Liberais aprovou por unanimidade uma moção solicitando ao líder do Partido Liberal, David Steel, que pedisse o impeachment de Ronald King Murray, o Lord Advocate, por sua forma de lidar com o caso do erro judiciário de Patrick Meehan. Steel não apresentou nenhuma moção desse tipo, mas Murray (que mais tarde se tornou Lord Murray, Senador do College of Justice da Escócia) concordou que o poder ainda existia.
Em 25 de agosto de 2004, o deputado Adam Price, do Plaid Cymru, anunciou sua intenção de mover o impeachment de Tony Blair por seu papel no envolvimento da Grã-Bretanha na invasão do Iraque em 2003. Ele perguntou ao Líder da Câmara dos Comuns, Peter Hain, se ele confirmaria que o poder de impeachment ainda estava disponível, lembrando a Hain que, como presidente dos Jovens Liberais, ele havia apoiado a tentativa de impeachment de Murray. Hain respondeu citando o relatório do Comitê Conjunto de 1999 e o conselho do Escrivão da Câmara dos Comuns de que o impeachment "efetivamente morreu com o advento do governo parlamentar totalmente responsável".
Em 29 de setembro de 2019, o Sunday Times relatou que os políticos da oposição na Câmara dos Comuns estavam considerando um processo de impeachment contra o primeiro-ministro, Boris Johnson, "sob acusações de má conduta em relação à prorrogação ilegal do parlamento", bem como sua ameaça de violar a lei ao não cumprir a Lei da União Europeia (Retirada) (n.º 2) de 2019 (que o obrigou, em certas circunstâncias, a buscar uma extensão da data de saída do Brexit de 31 de outubro de 2019).